# Kadey (Ngoura)
Pour les articles homonymes, voir Kadey.
Kadey est un village du Cameroun situé dans le département du Lom-et-Djérem de la région de l'Est, précisément au niveau de l'arrondissement Ngoura.

## Population
Selon le recensement de 2005, le village comptait 632 habitants, dont 309 hommes et 323 femmes.

## Réseau hydrographique
Le village est traversé par son fleuve homonyme, le Kadey, qui contourne la commune de l’est au nord, la rivière Oudou, ainsi que la rivière Wombo qui traverse la localité de Woubou.